# KAREN (CYBERJAPAN)
KAREN（かれん、1996年2月15日 - ）は、CYBERJAPAN DANCERS所属のダンサー。埼玉県出身。
SASUKEに2017年より出場している。2017年時点では、現役大学生のハードル選手であった。

## 活動

### 写真集
- KAREN（2021年1月25日、トランスワールドジャパン）[2]
- NAKED（2023年4月15日、トランスワールドジャパン）[3]

### 雑誌
- BLENDA Japan（メインモデル）[4]

### テレビ出演
- 美マッスル on the Beach-いい女をつくる夏・2016-[2]
- KUNOICHI（2018年7月1日）[5]
- SASUKE 2017秋[1]
- SASUKE 2018
- SASUKE 2018大晦日[6]
- SASUKE 2019
- SASUKE 2020
- SASUKE 2021
- SASUKE 2022[7]
- SASUKE 2023[8]
- ロンドンハーツ 女性芸能人スポーツテスト2020
- スポテイナーJAPAN

### 配信
- ラストキス〜最後にキスするデート（Paravi版、2019年2月22日、3月1日配信）[9]